# The Wide Country
The Wide Country  è una serie televisiva statunitense in 28 episodi trasmessi per la prima volta nel corso di una sola stagione dal 1962 al 1963.
È una serie del genere western ambientata però nell'epoca contemporanea (ossia gli anni 50/60 all'epoca della prima TV) incentrata sul mondo dei rodei.

## Trama
Mitch e Andy Guthrie sono due fratelli e abili concorrenti di rodeo. Mitch, il fratello maggiore, intende dissuadere il più piccolo dal seguire le sue orme perché considera Andy non adatto a quel mondo.

## Personaggi
- Mitch Guthrie (28 episodi, 1962-1963), interpretato da	Earl Holliman.
- Andy Guthrie (28 episodi, 1962-1963), interpretato da	Andrew Prine.
- Slim Walker (4 episodi, 1962-1963), interpretato da	Slim Pickens.
- Henry McMath (3 episodi, 1962-1963), interpretato da	Ted de Corsia.
- Charlie (3 episodi, 1962-1963), interpretato da	Ray Teal.
- Johnny Devlin (2 episodi, 1962-1963), interpretato da	Jim McMullan.
- Billie Kidwell (2 episodi, 1962-1963), interpretato da	Barbara Parkins.
- Harry Keating (2 episodi, 1962-1963), interpretato da	Lyle Talbot.
- Julio Perez (2 episodi, 1962), interpretato da	Jay Novello.

## Produzione
La serie fu prodotta da Gemini Productions. Il titolo di lavorazione fu The Rope Riders. Tra i registi della serie è accreditato Alan Crosland Jr. (2 episodi, 1962). Il pilot della serie, intitolato Second Chance, andò in onda il 13 marzo 1962 come episodio della serie antologica Alcoa Premiere sull ABC. 
Nella stessa stagione (1962-1963) andò in onda sulla ABC la serie televisiva concorrente, molto simile a The Wide Country, intitolata Stoney Burke, con Jack Lord. The Wide Country fu cancellata dopo una sola stagione.

## Guest star
- Slim Pickens
- Bruce Yarnell
- John Dehner
- Ray Teal
- Jay Novello
- Lyle Talbot
- Roger Mobley
- Barbara Parkins
- Conlan Carter
- Barbara Stuart
- Dayton Lummis
- Edgar Buchanan
- Alan Hale, Jr.
- Walter Burke
- Read Morgan
- I. Stanford Jolley
- Anne Helm
- Yvonne Craig

## Distribuzione
La serie fu trasmessa negli Stati Uniti dal 1962 al 1963 sulla rete televisiva NBC.
Alcune delle uscite internazionali sono state:
- negli Stati Uniti il 20 settembre 1962 (The Wide Country)
- in Francia il 26 aprile 1964 (La route des rodéos)

## Episodi
| Stagione       | Episodi | Prima TV originale |
| -------------- | ------- | ------------------ |
| Prima stagione | 28      | 1962-1963          |